# Система вознаграждения
Система вознаграждения или система внутреннего подкрепления (англ. reward system) — это совокупность структур нервной системы, участвующих в регулировании и контроле поведения при помощи положительных реакций на действия. Система вознаграждения наряду с системой наказаний играет основную роль в механизмах закрепления поведения.

## Психологическая награда
Психологическая награда — это процесс закрепления поведения при помощи приятных ощущений. Понятие награды используется для описания положительных качеств, приписываемых индивидом объекту, поведенческому акту, или внутреннему физическому состоянию. Первичные (естественные) награды закрепляют поведение, необходимое для выживания вида, такое как питание, спаривание и борьба.
Вторичные награды тесно связаны с первичными и определяют ценность объектов, действий и состояний, связанных с удовлетворением первичных потребностей. Ценность безопасного убежища, денег, комфорта, красоты, приятных прикосновений, звуков и многого другого определяется вторичной наградой.